# 李之芬
李之芬（？—？），字德馨，號少渚，河南汝寧府西平縣人，明朝政治人物。

## 生平
萬曆十三年（1585年）乙酉科河南鄉試舉人。萬曆二十年（1592年），登壬辰科第三甲第二百六名進士，兵部觀政，二十一年授山西襄陵知縣，二十九年升户部主事，三十年差通州文運倉，三十三年薊鎮管粮，三十五年四月升山東右參議，管蓟州兵备，三十八年三月升陝西右參政兼副使，三十九年致仕。

## 家族
曾祖李永昌；祖父李錫，訓導；父李盤，知縣。